# رنان

الرنان هو جهاز أو دائرة كهربية تنتج الرنين. ويتذبذب طبيعيا في بعض الترددات تسمى تردادته الرنانة. وذلك لانه يرن بغزارة على هذه الذبذبة أكثر من الذبذبات الأخرى. على الرغم من استخداماته واسعة إلا ان جزء كبير منها يعود إلى الجسم الطبيعي الذي يتذبذب طبيعيا بسبب تردداته المميزة لان ابعاده هي ضعف تكاملي من طول الموجة عند هذه الترددات. التذبذبات أو الرنات من الممكن ان تكون الكترومغناطيسية أو تكون ميكانيكية. دائرة الرنين تستخدم من اجل توليد موجات لها ترددات معينة أو تستخدم من اجل اختيار ترددات معينة للإشارة. الألات الموسيقية تستخدم دائرة رنين سمعية والتي تنتج موجات صوتية لها نغمات معينة. مثال آخر هو مذبذب بلورات الكوارتز المستخدم في الأجهزة الإلكترونية مثل مرسل الراديو وساعات الكوارتز لإنتاج اهتزازات ذات تردد دقيق للغاية.
"مرنان التجويف" هو أحد الرنانات التي توجد فيها الموجات في مساحة فارغة داخل الجهاز. في الإلكترونيات والراديو ، وفي تجاويف الميكروويف فهي تتكون من صناديق معدنية مجوفة تستخدم في أجهزة إرسال الميكروويف وأجهزة الاستقبال ومعدات الاختبار للتحكم في التردد ، بدلاً من الدائرة المضبوطة المستخدمة في الترددات المنخفضة . تُعرف رنانات التجويف الصوتي ، التي ينتج الصوت فيها عن طريق اهتزاز الهواء في تجويف بفتحة واحدة ، باسم رنانات هيلمهولتز.

## شرح
يمكن أن يحتوي النظام الفيزيائي على العديد من ترددات الرنين مثل درجات الحرية ؛ كل درجة من الحرية يمكن أن تهتز مثل مذبذب توافقي. الأنظمة ذات درجة واحدة من الحرية ، مثل الكتلة الموجودة في الزنبرك ، البندول ، عجلة التوازن ، و دائرة الرنين التوافقي لها تردد طنين واحد. يمكن للأنظمة ذات درجتين من الحرية ، مثل البندول المزدوج والمحولات الرنانة أن يكون لها ترددان رنانيان. شعرية بلورية تتكون من ذرات 'N' مرتبطة ببعضها البعض يمكن أن يكون لها ترددات طنين 'N'. مع زيادة عدد المذبذبات التوافقية المقترنة ، يصبح الوقت المستغرق لنقل الطاقة من واحد إلى التالي مهمًا. تبدأ الاهتزازات الموجودة فيها في الانتقال عبر المذبذبات التوافقية المقترنة في موجات ، من مذبذب إلى آخر.
غالبًا ما يستخدم مصطلح "مرنان" للإشارة إلى جسم متجانس تنتقل فيه الاهتزازات كموجات بسرعة ثابتة تقريبًا ، ترتد ذهابًا وإيابًا بين جانبي الرنان. يمكن النظر إلى مادة الرنان التي تتدفق خلالها الموجات على أنها مكونة من ملايين الأجزاء المتحركة المقترنة (مثل الذرات). لذلك يمكن أن تحتوي على ملايين الترددات الرنانة ، على الرغم من أنه لا يمكن استخدام سوى عدد قليل منها في الرنانات العملية. الموجات المتحركة بشكل معاكس تتداخل مع بعضها البعض وعند ترددات الرنين تعزز بعضها البعض لإنشاء نمط موجة واقفة في الرنان. إذا كانت المسافة بين الجانبين {\displaystyle d\,} فإن طول المسافة ذهابًا وإيابًا هو {\displaystyle 2d\,}. لإحداث صدى ؛ ويجب أن تكون طور لموجة جيبية بعد رحلة ذهابًا وإيابًا مساوية للمرحلة الأولية حتى تتعزز الموجات ذاتيًا. شرط الرنين في الرنان هو أن تكون مسافة الرحلة ذهابًا وإيابًا ، {\displaystyle 2d\,} تساوي عددًا صحيحًا من الأطوال الموجية {\displaystyle \ lambda\ ,} للموجة:
{\displaystyle 2d=N\lambda ,\qquad \qquad N\in \{1,2,3,\dots \}}
فإذا كانت سرعة الموجة {\displaystyle c\,} يكون التردد {\displaystyle f=c/\lambda \,} وبذلك يكون تردد الرنين هو:
{\displaystyle f={\frac {Nc}{2d}}\qquad \qquad N\in \{1,2,3,\dots \}}
لذا فإن ترددات الرنين ، التي تسمى الأوضاع الأساسية ، هي مضاعفات متباعدة (متناسقة harmonic) من أدنى تردد يسمى التردد الأساسي. يفترض التحليل أعلاه أن الوسط داخل الرنان متجانس ، وبالتالي فإن الموجات تنتقل بسرعة ثابتة ، وأن شكل الرنان مستقيم. إذا كان الرنان غير متجانس أو له شكل غير مستقيم ، مثل رأس دائري أسطوانة أو رأس أسطواني تجويف ميكروويف ، فقد لا تحدث ترددات الطنين عند مضاعفات متباعدة بشكل متساوٍ للتردد الأساسي. فيتم تسميتها طنين فوقي overtone بدلاً من التوافقية. قد يكون هناك العديد من هذه السلاسل من ترددات الطنين في مرنان واحد ، تتوافق مع أنماط اهتزاز مختلفة.

## الكهرومغناطيسية

### دوائر الطنين
يمكن أن تعمل الدائرة الكهربائية المكونة من مكونات منفصلة كرنان عندما يتم تضمين محث ومكثف. يتم تقييد التذبذبات من خلال تضمين المقاومة ، إما عن طريق مقاومة ، أو ربط المقاومة بملفات المحرِّض. وتسمى هذه دارة الطنين أو أيضا دارة RLC .
يحتوي الرنان على مكثف ، ومحاثة ، ومقاومة لا يمكن عزلها إلى مكثفات مجمعة منفصلة ، أو محاثات ، أو مقاومات. مثال على ذلك ، يستخدم كثيرًا في التصفية ، هو الرنان الحلزوني.
المحث يتكون من ملف من السلك ، رنان ذاتي عند تردد معين بسبب السعة الطفيلية بين اللفات فتؤدي إلى وجود ما يشبه المكثف . غالبًا ما يكون هذا تأثيرًا غير مرغوب فيه يمكن أن يسبب تذبذب طفيلي في دوائر التردد اللاسلكي. يتم استخدام الرنين الذاتي للمحثات في عدد قليل من الدوائر ، مثل ملف تسلا.

### رنانات التجويف
"مرنان التجويف" هو موصل مغلق مجوف مثل صندوق معدني أو تجويف داخل كتلة معدنية ، يحتوي على موجة كهرومغناطيسية (موجات راديو) تنعكس ذهابًا وإيابًا بين جدران التجويف. عند تطبيق مصدر لموجات الراديو عند أحد ترددات الرنين في التجويف ، تتشكل الموجات ذات الحركة المعاكسة الموجة الواقفة ، ويقوم التجويف بتخزين الطاقة الكهرومغناطيسية.
نظرًا لأن أدنى تردد طنين للتجويف ، وهو التردد الأساسي ، هو ذلك الذي يكون فيه عرض التجويف مساويًا لنصف الطول الموجي (λ / 2) ، فإن رنانات التجويف تستخدم فقط عند ترددات ميكروويف وما فوق ، حيث أطوال الموجات تكون قصيرة بما يكفي بحيث يكون التجويف صغير الحجم بشكل ملائم.
بسبب المقاومة المنخفضة لجدرانها الموصلة ، فإن رنانات التجويف لها عامل Q عالية جدًا ؛ هذا هو عرض النطاق الترددي ، نطاق الترددات حول تردد الرنين الذي ستتردد فيه ، ضيق للغاية. وبالتالي يمكن أن تكون بمثابة مرشح ممر النطاق ضيقة. تستخدم مرنانات التجويف على نطاق واسع كعنصر تحديد التردد في مذبذب الميكروويف. يمكن ضبط ترددها الرنيني عن طريق تحريك أحد جدران التجويف للداخل أو للخارج ، وتغيير حجمه.

#### مغنطرون التجويف
تجويف المغنطرون عبارة عن أنبوب مفرغ به فتيل كهربائي يُصدر إلكترونات في وسط مرنان تجويف دائري مفصص . يسلط عليه مجال مغناطيسي عمودي بواسطة مغناطيس دائم. يتسبب المجال المغناطيسي في جذب الإلكترونات ، التي تنجذب إلى الجزء الخارجي الموجب (نسبيًا) من الغرفة ، إلى الخارج في مسار دائري بدلاً من الانتقال مباشرة إلى هذا القطب الموجب. تتباعد حول حافة الغرفة تجاويف أسطوانية. التجاويف مفتوحة بطولها وبالتالي فهي تتصل بمساحة التجويف المشترك. عندما تجتاح الإلكترونات هذه الفتحات ، فإنها تحفز مجالًا لاسلكيًا رنانًا عالي التردد في التجويف ، مما يؤدي بدوره إلى تجميع الإلكترونات في مجموعات. يُستخرج جزء من هذا المجال بهوائي قصير متصل بدليل موجي (أنبوب معدني عادةً ما يكون مقطعًا عرضيًا مستطيلًا). يوجه الدليل الموجي طاقة التردد اللاسلكي المستخرجة إلى الحمولة ، والتي قد تكون حجرة طهي في فرن ميكروويف أو هوائي عالي الكسب في حالة الرادار.